# Người Karen

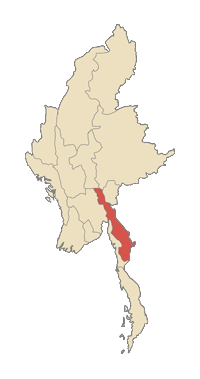
Phân bố người Karen ở Myanmar

Người Karen, Kayin hoặc Kariang (tiếng Miến Điện: ကရင်လူမျိုး, phát âm [kəjɪ̀ɴ lù mjó]; tiếng Pwo Karen: ၦဖျိၩ့ဆၨၩ, ပ်ုဖၠုံဆိုဒ်; tiếng Sgaw Karen: ကညီကလုာ်, Pgaz K'nyau; tiếng Thái: กะเหรี่ยง hoặc tiếng Trung: 克伦族 hoặc 克严族; bính âm: kèlúnzú, kèyánzú, Hán Việt: Khắc Luân tộc) đề cập đến một số nhóm dân tộc nói tiếng Trung-Tây Tạng riêng lẻ, nhiều nhóm không chia sẻ ngôn ngữ hoặc văn hóa chung. Các nhóm Karen này cư trú chủ yếu ở bang Kayin, miền nam và đông nam Myanmar. Người Karen chiếm khoảng bảy phần trăm tổng dân số Miến Điện với khoảng năm triệu người. Một số lượng lớn Karen đã di cư sang Thái Lan, đã định cư chủ yếu ở biên giới Thái Lan Myanmar. Rất ít người Karen định cư ở đảo Andaman và Nicobar, Ấn Độ và các nước Đông Nam Á và Đông Á khác.
Nhìn chung, các nhóm Karen thường bị nhầm lẫn với bộ lạc Padaung, nổi tiếng với những chiếc nhẫn đeo cổ mà phụ nữ của họ đeo, nhưng họ chỉ là một nhóm phụ của Red Karens (Karenni), một trong những bộ lạc của Kayah ở bang Kayah, Myanmar.
Một số người Karen, chủ yếu do Liên minh Quốc gia Karen (KNU) lãnh đạo, đã tiến hành một cuộc chiến chống lại chính quyền trung ương Miến Điện kể từ đầu năm 1949. Mục đích của KNU lúc đầu là độc lập Kể từ năm 1976, nhóm vũ trang đã kêu gọi một hệ thống liên bang thay vì một Nhà nước Karen độc lập. Trong Thái Lan, chúng thường được gọi là Thai: กะเหรี่ยง; RTGS: kariang 'Karen', trong khi ở Myanmar, có tên là Kayin.